# تپه شیخ لا
تپه شیخ لا مربوط به عصر مس و سنگ است و در شهرستان کرمانشاه، بخش مرکز ی، دهستان میان دربند، ۳۰۰ متری غرب و جنوب غربی روستای چغاماران واقع شده و این اثر در تاریخ ۱۵ دی ۱۳۸۷ با شمارهٔ ثبت ۲۴۱۲۳ به‌عنوان یکی از آثار ملی ایران به ثبت رسیده است.